# Chris Paul
Christopher (Chris) Emmanuel Paul (Lewisville, 6 mei 1985) is een Amerikaans professioneel basketbalspeler voor de Los Angeles Clippers. 

## Loopbaan
In 2005 werd Paul als vierde gekozen tijdens de NBA Draft door de New Orleans Hornets. Hij steeg in zijn eerste jaar boven alle andere nieuwkomers uit en won dan ook de prijs van NBA Rookie of the Year. Tot 2011 speelde Paul voor de Hornets en was hij vier keer gekozen tot NBA All-Star. Dat jaar vertrok hij naar de Los Angeles Clippers.

## Nationaal team
In 2006 deed Paul met de Verenigde Staten mee aan het WK basketbal in 2006. Het team eindigde uiteindelijk op de derde plaats door te winnen van Argentinië. In 2008 deed Paul met andere sterren uit de NBA mee aan de Olympische Spelen. Er werd geen een wedstrijd verloren en Amerika won de gouden medaille.